# Greatest Hits II
Pour les articles homonymes, voir Greatest Hits.
Albums de Queen
Innuendo
(1991) Live at Wembley '86
(1992)
Greatest Hits II est une compilation du groupe Queen, sortie en octobre 1991, moins d'un mois avant la mort de Freddie Mercury et le dernier album lancé de son vivant. Elle couvre la période 1981-1991 et fait suite à Greatest Hits qui couvrait les années 1970 et le début des années 1980. Les deux compilations réunies couvrent toute la carrière du groupe jusqu'à la mort du chanteur Freddie Mercury en novembre 1991. Certains titres ont été légèrement raccourcis de manière à faire rentrer les 17 chansons sur un seul disque. L'album s'est vendu à 3,9 millions d'exemplaires au Royaume-Uni.

## Titres
| 1.  | A Kind of Magic                                    | Roger Taylor           | A Kind of Magic, 1986 | 4:22 |
| 2.  | Under Pressure (avec David Bowie, edit version)    | Queen, David Bowie     | Hot Space, 1982       | 3:56 |
| 3.  | Radio Ga Ga                                        | Taylor                 | The Works, 1984       | 5:43 |
| 4.  | I Want It All                                      | Brian May              | The Miracle, 1989     | 4:01 |
| 5.  | I Want to Break Free (single version)              | Deacon                 | The Works, 1984       | 4:18 |
| 6.  | Innuendo                                           | Taylor, Mercury        | Innuendo, 1991        | 6:27 |
| 7.  | It's a Hard Life                                   | Mercury                | The Works, 1984       | 4:09 |
| 8.  | Breakthru                                          | Taylor, Mercury        | The Miracle, 1989     | 4:09 |
| 9.  | Who Wants to Live Forever (edited version)         | May                    | A Kind of Magic, 1986 | 4:57 |
| 10. | Headlong (original Innuendo LP edit)               | May                    | Innuendo, 1991        | 4:33 |
| 11. | The Miracle (remix)                                | Mercury, Deacon        | The Miracle, 1989     | 4:24 |
| 12. | I'm Going Slightly Mad (original Innuendo LP edit) | Mercury, Peter Straker | Innuendo, 1991        | 4:07 |
| 13. | The Invisible Man                                  | Taylor                 | The Miracle, 1989     | 3:58 |
| 14. | Hammer to Fall (single version)                    | May                    | The Works, 1984       | 3:40 |
| 15. | Friends Will Be Friends                            | Mercury, Deacon        | A Kind of Magic, 1986 | 4:07 |
| 16. | The Show Must Go On (early fade-out)               | May                    | Innuendo, 1991        | 4:23 |
| 17. | One Vision (single version)                        | May, Taylor            | A Kind of Magic, 1986 | 4:02 |

## Musiciens
- Freddie Mercury (chant, piano, synthé, guitare)
- Brian May (guitare, synthé, chœurs, chant)
- John Deacon (basse)
- Roger Taylor (batterie, chœurs)
- Spike Edney (claviers, guitare), musicien additionnel

## Classements et certifications
| Classement                    | Meilleure place | Date             |
| ----------------------------- | --------------- | ---------------- |
| Allemagne (Media Control AG)  | 2               | 23 décembre 1991 |
| Australie (ARIA)              | 4               | 8 décembre 1991  |
| Autriche (Ö3 Austria Top 40)  | 1               | 26 janvier 1992  |
| Belgique (Flandre Ultratop)   | 174             | 13 avril 2019    |
| Belgique (Wallonie Ultratop)  | 63              | 26 janvier 2019  |
| Espagne (Promusicae)          | 45              | 12 octobre 2008  |
| Italie (FIMI)                 | 28              | indeterminé      |
| Mexique (AMPROFON)            | 10              | 2018             |
| Norvège (VG-lista)            | 4               | février 1992     |
| Nouvelle-Zélande (RIANZ)      | 1               | 8 décembre 1991  |
| Pays-Bas (Mega Album Top 100) | 1               | 21 décembre 1991 |
| Royaume-Uni (UK Albums Chart) | 1               | 9 novembre 1991  |
| Suède (Sverigetopplistan)     | 2               | 19 février 1992  |
| Suisse (Schweizer Hitparade)  | 1               | 22 décembre 1991 |

| Région                                                                                                 | Certification | Ventes/Streams |
| --- | ------------- | -------------- |
| Argentine (ACPVP)                                                                                      | Diamant       | 500 000x       |
| Australie (ARIA)                                                                                       | 8 × Platine   | 500 000^       |
| Autriche (IFPI)                                                                                        | 4 × Platine   | 200 000x       |
| Brésil (ABPD)                                                                                          | 2 × Platine   | 500 000*       |
| Finlande (IFPI)                                                                                        | 2 × Platine   | 149 622        |
| France (SNEP)                                                                                          | Diamant       | 1 238 700      |
| Allemagne (BM)                                                                                         | 9 × Or        | 2 250 000^     |
| Italie (FIMI)                                                                                          | Platine       | 100 000*       |
| Mexique (AMPFV)                                                                                        | Platine       | 250 000        |
| Suède (GLF)                                                                                            | Platine       | 100 000^       |
| Suisse (IFPI)                                                                                          | 5 × Platine   | 250 000x       |
| Royaume-Uni (BPI)                                                                                      | 13 × Platine  | 3 900 000      |
| *Ventes selon la certification ^Mise en rayon selon la certification xNon précisé par la certification |               |                |